# アレックス・ラウター
アレックス・ラウター（Alex Rauter、1994年6月17日 - ）は、アメリカ合衆国ニュージャージー州チャタム出身のプロアイスホッケー選手。ポジションはセンター、レフト・ウィング。アジアリーグアイスホッケーの横浜GRITSに所属。

## 経歴
過去に母国アメリカ合衆国の他に、スウェーデン、スロバキア、デンマークでのプレーがある。
2022年7月25日にアジアリーグアイスホッケーの横浜GRITSに入団した。
2022-2023シーズンオフの2023年7月21日にGRITSと契約を継続した。
2023-2024シーズンオフの2024年8月20日にGRITSと契約を継続した。

## 人物
父親は元アイスホッケー選手である。
ニューヨーク近郊のニュージャージーで育ち、生まれる2日前にはニューヨーク・レンジャースが優勝をしており、当時のレンジャースの選手からアレックスという名前が名付けられた。
元GRITSのマット・ナトルとは大学時代のチームメイトである。そのナトルからGRITSを紹介され、入団した。
新横浜の中華料理店のYI-CYANGがお気に入りである。